# 산청 심적사 한암대사 승탑 및 탑비
산청 심적사 한암대사 승탑 및 탑비(山淸 深寂寺 寒巖大師 浮屠 및 石碑)는 대한민국 경상남도 산청군 산청읍 내리, 심적사에 있는 조선시대의 승탑 및 탑비이다.
2003년 6월 12일 경상남도의 유형문화재 제389호 산청 심적사 한암대사 부도 및 석비로 지정되었다가, 2018년 12월 20일 현재의 명칭으로 변경되었다.

## 개요
조선시대 불교조각사 연구에 중요한 학술적 자료로서, 조선시대 후기에 일반적으로 보이는 석종형 부도와 석비로 석비의 비문내용이 뚜렷하여 조선 후기 경남지역의 석조물과 금석문 연구에 대한 학술적 가치가 있다.
동체부의 뒤쪽 한면이 일부 훼손되었으나, 석비 등 나머지 내용은 양호한 상태이다. 석비의 내용에는 심적사에 진영을 모셔 놓았다는 기록이 있다.

## 지정 사유
추파당대사와 세암대사의 부도는 조선시대 후기 부도로서 비문 내용상 조성연대와 제작자를 확인할 수 있으므로 조선 후기 석조물 연구에 학술적 가치가 있다고 판단되어 유형문화재로 지정 보존·관리함이 타당하다고 사료된다.

## 참고 문헌
- 산청 심적사 한암대사 승탑 및 탑비 - 국가유산청 국가유산포털